# Ростобурова, Марта Владиславовна
Марта Владиславовна Ростобурова (узб. Marta Vladislavovna Rostoburova; 29 марта 1996 года, Ташкент, Узбекистан) — узбекская спортсменка по художественной гимнастике, член сборной Узбекистана. Участница Летних Олимпийских игр 2016, призёр Чемпионатов Азии по художественной гимнастике.

## Карьера
В 2001 году начала заниматься художественной гимнастикой в Ташкенте под руководством Татьяны Роговой. С 2010 года член сборной Узбекистана по художественной гимнастике. В 2012 году начала тренироваться под руководством Людмилы Поливановой.
В 2013 году участвовала на Чемпионате мира по художественной гимнастике в Киеве (Украина) в групповых упражнениях в сумме набрала 27.399 очков и заняла лишь девятнадцатое место. На Чемпионате Азии по художественной гимнастике в Ташкенте в групповых упражнениях завоевала в многоборье и упражнении с десятью булавами бронзовые медали континента. В 2014 году Марта принимала участие на Чемпионате мира по художественной гимнастике в Измире (Турция) в групповых упражнениях. По сумме двух упражнения команда Узбекистана набрала 30.116 очков и заняла лишь шестнадцатое место.
В 2015 году Марта на Чемпионате мира по художественной гимнастике в Штутгарте (Германия) в групповых упражнения по сумме двух упражнений набрала вместе с командой 32.566 очков и заняла лишь десятое место. На Чемпионате Азии по художественной гимнастике в Чечхон (Республика Корея) в групповых упражнения в многоборье и с лентами завоевала бронзовые медали.
В апреле 2016 года прошли Олимпийские тестовые соревнования в Рио-де-Жанейро (Бразилия), где команда Узбекистана вместе с Мартой набрала 32.832 очков и заняла второе место, тем самым получив лицензию на Олимпийские игры. Перед играми тренировалась вместе с командой в городе Хьюстон (США). На XXXI Летних Олимпийских играх в Рио-де-Жанейро (Бразилия) в групповых упражнениях, в квалификации команда Узбекистана набрала всего 31.166 очков и заняла двенадцатое место, но не прошла в финальную часть турнира.